# Форт Јејтс (Северна Дакота)
Форт Јејтс (енгл. Fort Yates) град је у америчкој савезној држави Северна Дакота.

## Демографија
По попису из 2010. године број становника је 184, што је 44 (-19,3%) становника мање него 2000. године.
| Група             | 2000.     | 2010.     |
| Белци             | 12 (5,3%) | 10 (5,4%) |
| Афроамериканци    | 0 (0,0%)  | 0 (0,0%)  |
| Азијати           | 0 (0,0%)  | 0 (0,0%)  |
| Хиспаноамериканци | 9 (3,9%)  | 4 (2,2%)  |
| Укупно            | 228       | 184       |